# Masacre de Quintino
La Masacre de Quintino fue una acción policial ocurrida durante el período de la dictadura militar en Brasil que culminó con la muerte de tres miembros de la resistencia armada contra la represión política, durante los Años de Plomo.
Ocurrió el 29 de marzo de 1972, en el barrio carioca de Quintino, en la Av. Dom Helder Câmara n° 8985, casa 72. Ese día fueron asesinados Lígia Maria Salgado Nóbrega, Antônio Marcos Pinto de Oliveira y Maria Regina Lobo Leite Figueiredo. por los agentes del DOI/CODI de Río de Janeiro. Todos eran miembros de la organización de extrema izquierda VAR-Palmares, un grupo guerrillero urbano responsable de varios ataques contra el gobierno durante el período.
Sólo uno de los integrantes del grupo, James Allen da Luz, uno de los comandantes del VAR-Palmares, ex comandante del secuestro del vuelo 114 en 1970, y que vivía allí con su esposa Lígia Maria, embarazada de dos meses, logró escapar con vida. Asedio, huyendo por la parte trasera de la casa hacia la línea del tren que atraviesa el barrio. James Allen desapareció en 1973 en Porto Alegre y su cuerpo nunca fue encontrado.

## La masacre
Durante 41 años, la única versión conocida del caso fue la de las Fuerzas Armadas, que, en su momento, lo calificaron como un tiroteo ocurrido cuando las fuerzas militares intentaban invadir la casa, lo que fue recibido a balazos por los vecinos. resultando en un enfrentamiento armado con la muerte de tres guerrilleros. En 2013, la Comisión de la Verdad del Estado de Río de Janeiro (CEV-Rio) llevó a cabo investigaciones en las que se entrevistó a residentes de la zona de la masacre en el momento de la masacre y se obtuvo acceso a documentos confidenciales publicados en un importante informe de la El periódico O Globo, que daba la versión oficial del gobierno militar, fue destruido.
El acceso a informes cadavéricos no revelados al público en ese momento demostró que no había rastros de pólvora en manos de los cadáveres, desmintiendo la versión de que hubiera habido un enfrentamiento armado. Los testimonios de los vecinos en la calle describieron la operación policial como una ejecución, en la que los militantes fueron asesinados con disparos en la cabeza, después de haberse rendido, en un costado de la casa, y no se escuchó ningún disparo proveniente de la casa. Alrededor de las nueve de la noche, cuando comenzó la invasión de la casa, se ordenó a los vecinos que permanecieran en casa y se escondieran debajo de sus camas. Algunos de los militantes fueron ametrallados mientras huían por la parte trasera de otra casa en la calle. El médico forense Valdecir Tagliari, encargado de firmar los certificados de defunción de las víctimas, informó a la Comisión que encontró los cadáveres con los brazos y las manos aplastados, en señal de tortura, con los militantes heridos, y que el informe enviado por él a la dirección del IML era completamente modificado, como descubrió al consultar microfilmes sobre el caso, años después.
Otro hombre, Wilton Ferreira, también fue catalogado erróneamente durante años como ocupante de la casa y asesinado por la policía. La Comisión aclaró que Wilton fue efectivamente asesinado en un operativo realizado poco antes y por el mismo equipo en un garaje de la Rua Silva Vale 55, en el barrio de Cavalcante, a unos diez minutos del lugar de la masacre; su cuerpo fue llevado al IML y colocado junto a los cuerpos de los guerrilleros, lo que generó confusión. Wilton no integró el VAR-Palmares; Era un simple vigilante que hacía trabajos ocasionales y había sido contratado por James Allen para cuidar el garaje con los autos robados por la organización, del cual no sabía qué era, según el testimonio de Hélio da Silva, un sobreviviente de la guerrilla. , detenido poco antes por los agentes del DOI-Codi.
Sólo James Allen, principal objetivo de la operación por su rol de mando en el VAR-Palmares, logró escapar.